# Spinochariesthes albomaculata
Spinochariesthes albomaculata – gatunek chrząszcza z rodziny kózkowatych i podrodziny zgrzypikowych. Jedyny przedstawiciel rodzaju Spinochariesthes.

## Zasięg występowania
Afryka Południowa, występuje w RPA.